# Bayou Gauche
Bayou Gauche est une communauté non incorporée de l'État américain de la Louisiane, située dans la paroisse de Saint-Charles. 

## Géographie
La population de Bayou Gauche s'élevait lors du recensement de 2000 a 1 770 habitants.
Bayou Gauche est situé à l'Est de Gheens-Vacherie et de Houma et à côté du village Des Allemands.
La localité de Bayou Gauche est située sur une vaste réserve de gaz naturel dont l'extraction a commencé avant la Seconde Guerre mondiale.

## Galerie photographique

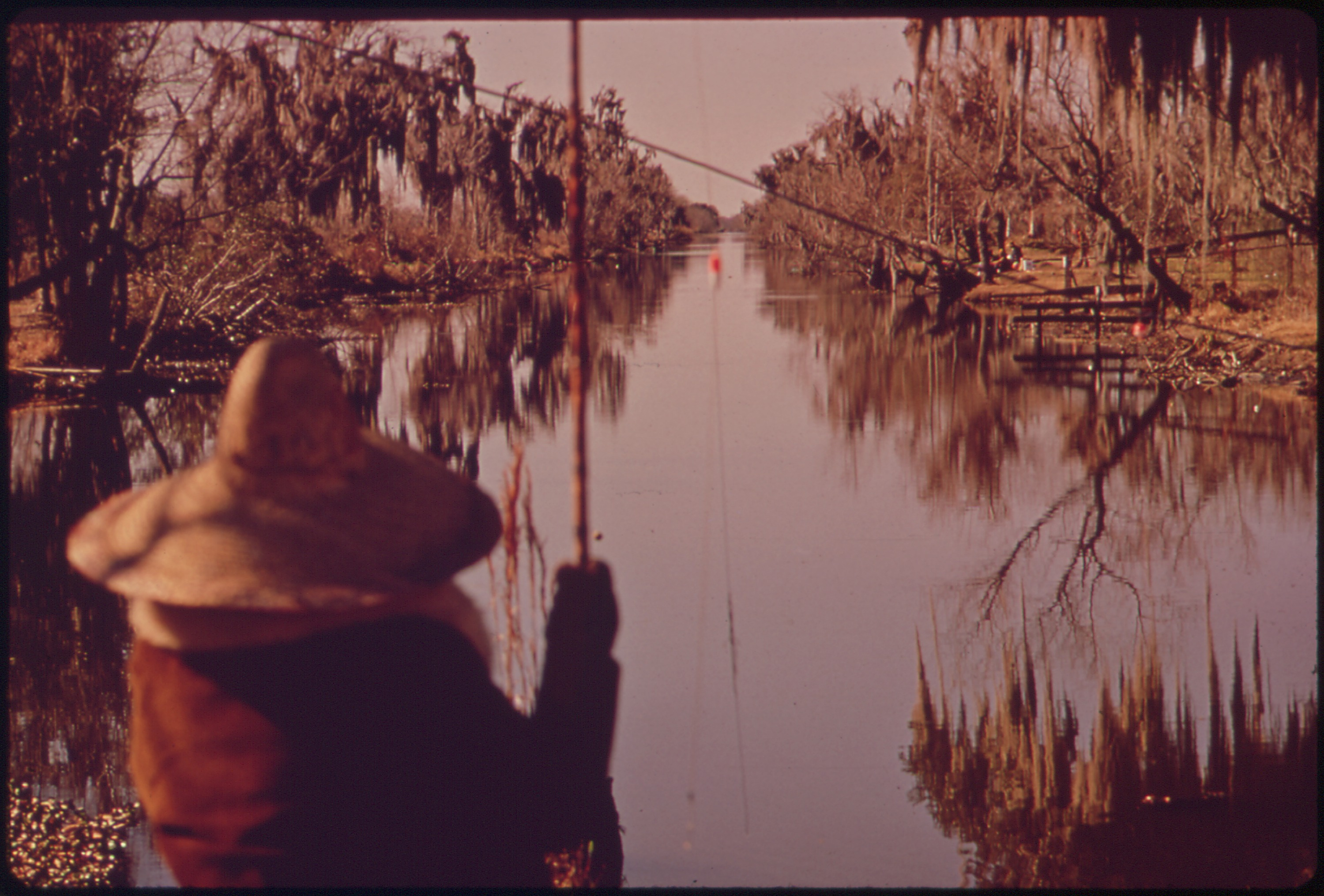
Pêcheur le long du bayou Gauche
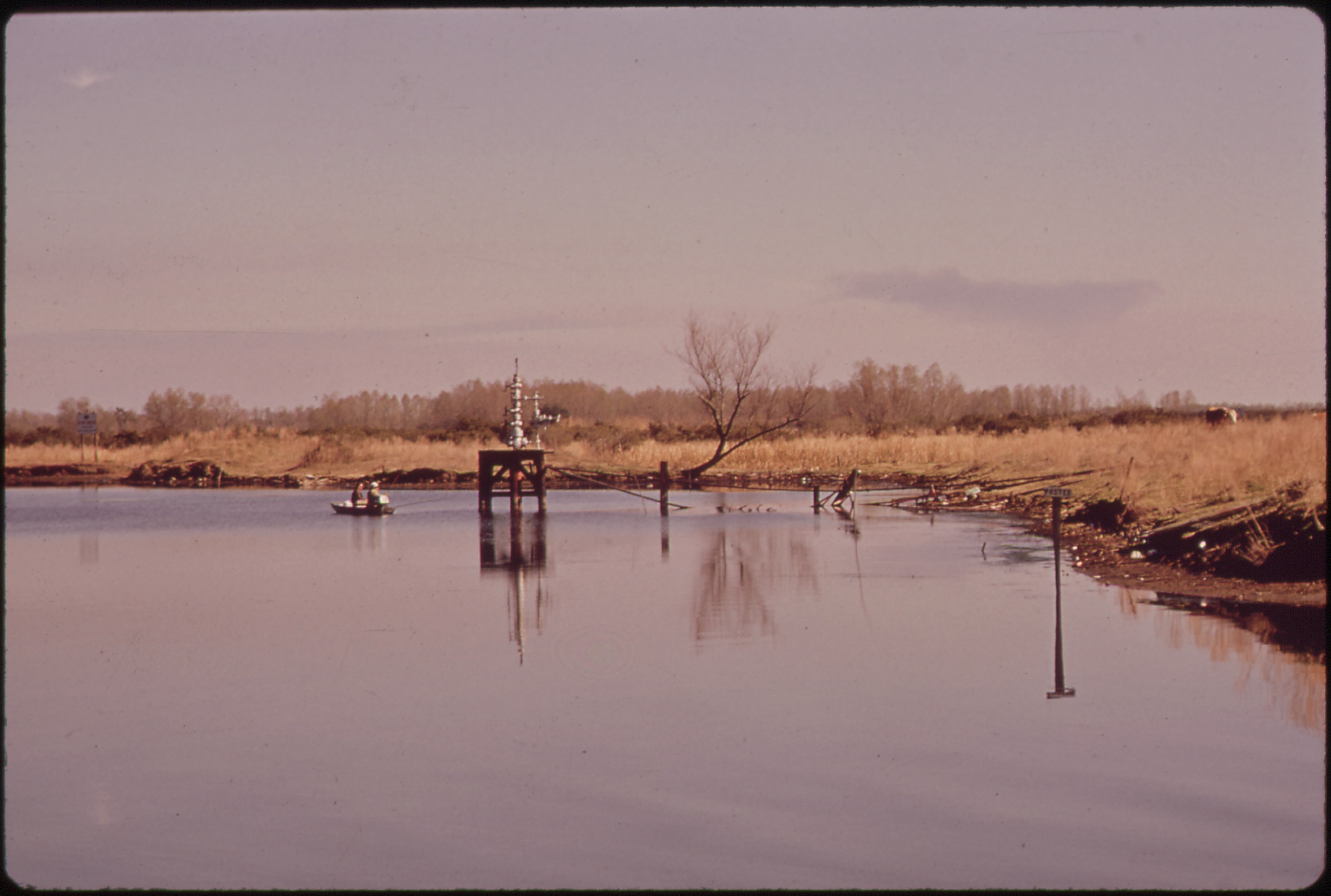
Puits d'extraction du gaz naturel à Bayou Gauche.
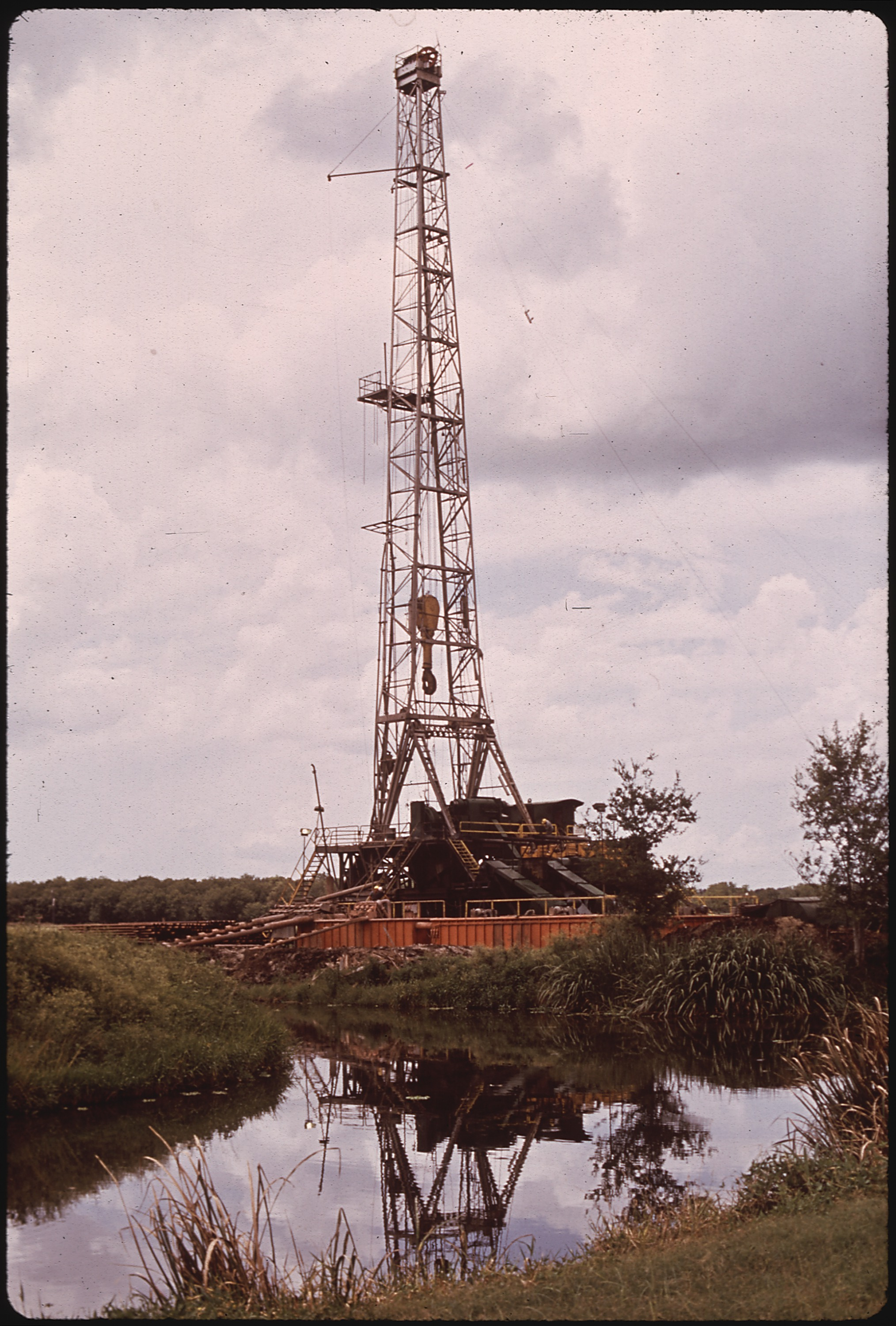
Plate-forme d'extraction du gaz à Bayou Gauche.